# Boiocalus
Boiocalus was de leider van de Ampsivaren die in 58 door de Chauken van hun grondgebied verjaagd werden. Het verzoek van Boiocalus aan de opperbevelhebber van de Neder-Germaanse troepen, Avitus, om zijn volk in een nieuw gebied rechts van de Rijn te mogen vestigen werd geweigerd. 
Een daarop door Boiocalus georganiseerde opstand werd echter gemakkelijk neergeslagen en de Ampsivaren werden gedwongen zich weer terug te trokken in Germania. Daar vonden ze nooit hun eigen vestigingsplaats en gingen als stam ten onder.